# Downwash

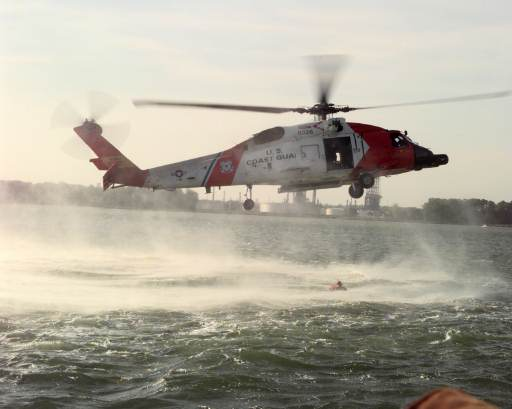
De downwash van deze helikopter is duidelijk zichtbaar op het water.

Downwash of in het Nederlands neerstroming is een verschijnsel uit de aerodynamica. Downwash is de neerwaartse afbuiging van lucht die is ontstaan nadat een vleugelprofiel de ongestoorde stroming heeft doorbroken. Door zijn vorm en stand gebeurt dit onherroepelijk wanneer een vleugel lift produceert.  Door dit afbuigen werkt er een tegengestelde kracht op de vleugel waarvan een gedeelte loodrecht op de snelheid staat (lift) en een gedeelte tegengesteld aan de snelheid (geïnduceerde weerstand).
Dit fysisch fenomeen treedt ook op bij gebouwen. Zo sneuvelden meerdere bomen door neerwaartse winden tijdens een oktoberstorm in Amsterdam.